# Wolfgang Bartels
Wolfgang Bartels (Bischofswiesen, 14 luglio 1940 – Ramsau bei Berchtesgaden, 6 febbraio 2007) è stato uno sciatore alpino e allenatore di sci alpino tedesco che gareggiò per la nazionale tedesca occidentale e, ai IX Giochi olimpici invernali di Innsbruck 1964, per la Squadra Unificata Tedesca.

## Biografia
Sciatore polivalente con maggior propensione alla discesa libera originario di Berchtesgaden, Wolfgang Bartels debuttò in campo internazionale in occasione del Grand Prix de Chamonix 1959 (Chamonix, 20-21 febbraio), dove si classificò 22º nella discesa libera, 28º nello slalom speciale e 23º nella combinata; nel 1962 si piazzò 2º nella discesa libera del trofeo Ilio Colli (Cortina d'Ampezzo, 27-28 gennaio) ed esordì ai Campionati mondiali: a Chamonix 1962 (10-17 febbraio) fu 7º nella discesa libera e 16º nello slalom gigante. Nel prosieguo di quella stagione 1961-1962 si classificò 3º nella discesa libera, 2º nello slalom speciale e 3º nella combinata del trofeo Arlberg-Kandahar (Sestriere, 9-11 marzo) e 3º nella combinata dell'Otto Furrer Memorial (Zermatt, 16-18 marzo).
Nella stagione 1962-1963 Bartels vinse lo slalom gigante del Criterium de la première neige (Val-d'Isère, 12-16 dicembre), si piazzò 3º nella discesa libera e 2º nella combinata dell'Hahnenkamm (Kitzbühel, 19-20 gennaio) e vinse la discesa libera della 3-Tre (Madonna di Campiglio, 1-3 febbraio); a fine stagione fu riconosciuto come il miglior discesista dell'annata. Nel 1964 bissò il successo nella discesa libera della 3-Tre (Madonna di Campiglio, 19 gennaio) e ai successivi IX Giochi olimpici invernali di Innsbruck 1964 (29 gennaio-9 febbraio), sua unica presenza olimpica nonché congedo iridato, vinse la medaglia di bronzo nella discesa libera, fu 9º nello slalom speciale e non completò lo slalom gigante; nel prosieguo di quella stagione 1963-1964 vinse la discesa libera del Trofeo Tre Funivie (Sestriere, 22-23 febbraio) ma poco dopo subì un incidente automobilistico nel quale riportò ferite tali da porre fine alla sua carriera agonistica.
Dopo il ritiro divenne allenatore nei quadri della Federazione sciistica della Germania curando in particolare la preparazione in discesa libera di atleti quali Maria Epple, Irene Epple, Michael Veith e Sepp Ferstl.

## Palmarès

### Olimpiadi
- 1 medaglia, valida anche ai fini dei Campionati mondiali:
  - 1 bronzo (discesa libera a Innsbruck 1964)

### Classiche
3-Tre
- 2 vittorie (discesa libera a Madonna di Campiglio 1963; discesa libera a Madonna di Campiglio 1964)

Criterium de la première neige
- 1 vittoria (slalom gigante a Val-d'Isère 1962)

Trofeo Tre Funivie
- 1 vittoria (discesa libera a Sestriere 1964)

### Campionati tedeschi
- 3 ori (discesa libera nel 1962; discesa libera nel 1963; slalom speciale nel 1964)[12]